# Rik Mannaerts
Rik Mannaerts (Lommel, 6 mei 1964) is een Belgisch voormalig professioneel wielrenner. Hij reed zijn gehele carrière voor Lotto. In deze 3 en een half seizoenen won hij enkel het criterium van Buggenhout.

## Resultaten in voornaamste wedstrijden
| Jaar | Parijs-Roubaix | Amstel Gold Race |
| ---- | -------------- | ---------------- |
| 1988 |                | 88e              |
| 1989 | 49e            |                  |